# Sarayu Blue
Sarayu Rao, conosciuta anche come Sarayu R. Blue (Madison, 7 marzo 1975), è un'attrice statunitense.
È principalmente nota per il ruolo di Angela nella serie televisiva Padre in affitto e per quello di Sydney Napur in Monday Mornings.

## Filmografia

### Cinema
- Leoni per agnelli (Lion for Lambs), regia di Robert Redford (2007)
- La ragazza del mio migliore amico (My Best Friend's Girl), regia di Howard Deutch (2008)
- Dealin' with Idiots, regia di Jeff Garlin (2013)
- Giù le mani dalle nostre figlie (Blockers), regia di Kay Cannon (2018)
- P. S. Ti amo ancora (To All the Boys: P.S. I Still Love You), regia di Michael Fimognari (2020)
- Non ti presento i miei (Happiest Season), regia di Clea DuVall (2020)
- Tua per sempre (To All the Boys: Always and Forever), regia di Michael Fimognari (2021)
- Hollywood Stargirl, regia di Julia Hart (2022)
- A Million Miles Away, regia di Alejandra Marquez Abella (2023)

### Televisione
- Bones – serie TV, episodio 1x07 (2005)
- Dirt – serie TV, episodio 1x01 (2007)
- Side Order of Life – serie TV, episodio 1x4 (2007)
- The Big Bang Theory – serie TV, episodio 1x08 (2007)
- Life – serie TV, episodio 2x16 (2009)
- Hawthorne - Angeli in corsia (Hawthorne) – serie TV, episodio 1x02 (2009)
- Padre in affitto (Sons of Tucson) – serie TV, 5 episodi (2010)
- Outsourced – serie TV, episodi 1x04-1x05 (2010)
- Harry's Law – serie TV, episodio 1x01 (2011)
- In Plain Sight - Protezione testimoni (In Plain Sight) – serie TV, episodio 4x08 (2011)
- Franklin & Bash – serie TV, episodio 1x06 (2011)
- NCIS: Los Angeles – serie TV, 3 episodi (2011-2014)
- Fairly Legal – serie TV, episodio 2x02 (2012)
- Monday Mornings – serie TV, 10 episodi (2013)
- The Bridge – serie TV, episodio 1x11 (2013)
- Agents of S.H.I.E.L.D. – serie TV, episodio 1x14 (2014)
- Grey's Anatomy – serie TV, episodio 10x14 (2014)
- Due uomini e mezzo (Two and a Half Man) – serie TV, episodio 12x14 (2015)
- Chasing Life – serie TV, episodio 2x08 (2015)
- The Real O'Neals – serie TV, 3 episodi (2016)
- Veep - Vicepresidente incompetente (Veep) – serie TV, episodio 5x04 (2016)
- Rizzoli & Isles – serie TV, episodio 7x06 (2016)
- No Tomorrow – serie TV, 13 episodi (2016-2017)
- Wisdom of the Crowd - Nella rete del crimine (Wisdom of Crowd) – serie TV, episodio 1x13 (2018)
- Station 19 – serie TV, episodio 1x09 (2018)
- Medical Police – serie TV, 7 episodi (2020)
- The Shrink Next Door – serie TV, 3 episodi (2021)
- Non ho mai... (Never Have I Ever) – serie TV, 7 episodi (2022)
- La pazza storia del mondo, Parte II (History of the World, Part II) – serie TV, episodio 1x01 (2023)
- Expats – serie TV, 6 episodi (2024)
- Good American Family – serie TV, 6 episodi (2025)

### Doppiaggio
- Velma – serie animata (2023-2024)
- Inside Out 2, regia di Kelsey Mann (2024)

## Doppiatrici italiane
Nelle versioni in italiano dei suoi film, Sarayu Blue è stata doppiata da:
- Cristiana Rossi in P. S. Ti amo ancora, Tua per sempre
- Rossella Acerbo in Padre in affitto, Good American Family, Expats
- Sabrina Duranti in Giù le mani dalle nostre figlie, Medical Police
- Letizia Scifoni in No Tomorrow
- Maria Letizia Scifoni in Non ti presento i miei
- Francesca Fiorentini in Hollywood Stargirl
- Angela Brusa in A Million Miles Away
- Eleonora De Angelis in Non ho mai…
- Monica Migliori in The Shrink Next Door, NCIS: Los Angeles (st. 2-3)
- Emilia Costa in NCIS: Los Angeles (st. 6)
- Lidia Perrone in Station 19

Da doppiatrice è stata sostituita da:
- Micaela Incitti in Inside Out 2